# Onze-Lieve-Vrouw van het Heilig Hart
Onze-Lieve-Vrouw van het Heilig Hart är ett kloster inom trappistorden. Det grundades 1794 och ligger i byn Westmalle i den belgiska provinsen Antwerpen.
På klostret finns ett bryggeri där man tillverkar ölet Westmalle. Klostret framställer även ost i mindre skala. Osten säljs vid klostrets portar, men ölet går att köpa även i Sverige.